# Добро јутро, комшија 2
Добро јутро, комшија 2 је филм из Републике Српске у продукцији РТВ Приједор и БН Телевизије. Сниман је као наставак филма Добро јутро, комшија, у селу Горњи Орловци код Приједора. Жанр овог филма је комедија, а режисер је Жељко Касап. Сценариста филма је Перо Шпадић, а премијерно је приказан 29. септембра 2014. године у приједорском биоскопу „Козара".

## Радња
Овај наставак филма Добро јутро, комшија говори о једном свадбеном обичају "миридба", поводом којег се стицајем околности дешавају неке "непредвиђене" ствари са пуно комичних сцена. Глумачку екипу чине глумци Народног позориште Републике Српске и Позоришта Приједор.

## Буџет
Покровитељ филма је град Приједор а главни спонзор приједорска творница кекса "Мира". Буџет филма износио је 20.000 КМ а снимљен је у рекордном року од 10 дана.